# کالب فولان
کالب فولان (انگلیسی: Caleb Folan؛ زادهٔ ۲۶ اکتبر ۱۹۸۲) بازیکن فوتبال اهل جمهوری ایرلند است.
از باشگاه‌هایی که در آن بازی کرده‌است می‌توان به باشگاه فوتبال لیدز یونایتد، باشگاه فوتبال هال سیتی، باشگاه فوتبال کلرادو رپیدز، باشگاه فوتبال شان یونایتد، باشگاه فوتبال چسترفیلد، باشگاه فوتبال ویگان اتلتیک، باشگاه فوتبال بیرمنگام سیتی، باشگاه فوتبال میدلزبرو، و باشگاه فوتبال برادفورد سیتی اشاره کرد.
وی همچنین در تیم‌های ملی فوتبال Republic of Ireland B national football team و جمهوری ایرلند بازی کرده‌است.